# Jaroslav Navrátil (fotbalista)
Jaroslav Navrátil (* 30. prosince 1991, Hustopeče) je český fotbalový útočník, který řadu let hrál za nizozemský prvoligový klub Heracles Almelo a od roku 2020 nastupuje v maďarské první lize.

## Klubová kariéra
Vyrůstal v Šitbořicích, už jako dorostenec hrál MSFL (3. liga) za MSK Břeclav, kde ho vedl trenér Milan Valachovič. Během angažmá v Břeclavi ještě pracoval jako montér v Brně.
V Břeclavi si ho coby velmi produktivního útočníka v roce 2012 vyhlédl nizozemský prvoligový tým Heracles Almelo, kam Navrátil odešel na podzim 2012 na týdenní testy. Uspěl a klub si ho vybral na půlroční hostování s dvouletou opcí. Mimo nizozemského celku se o něj zajímaly kluby FC Fastav Zlín, MFK Karviná, 1. SC Znojmo (vše ČR) a FK Senica (Slovensko). V Almelu se Navrátil postupně prosadil i do A-týmu a stal se plnohodnotným hráčem klubu.
Roku 2018 mu vypršela smlouva v Almelu a po neúspěšných testech v Plzni přestoupil do dalšího nizozemského klubu Go Ahead Eagles (toho času ve druhé lize).
V srpnu 2020 přestoupil do maďarského prvoligového klubu Kisvárda FC, kde strávil čtyři sezóny. Po uplynutí smlouvy v půli roku 2024 přešel do klubu v nedalekém župním městě Nyíregyháza.